# Le Faune dansant
Le Faune dansant (parfois appelé Le Faune dansant sur une outre de vin) est une sculpture réalisée par Eugène-Louis Lequesne en 1850 qui est située dans le jardin du Luxembourg à Paris.

## Sujet
La sculpture représente un faune nu, dansant et jouant de la flûte. Il danse en équilibre sur  une outre remplie d'air, conformément à l'usage antique, pour indiquer l'instabilité du personnage. À ses pieds se trouvent d'autres attributs des bacchanales : un tambourin, des cymbales, un thyrse et une grappe de raisin.

## Réception critique
Claude Vignon fait la description suivante du modèle en plâtre présenté au Salon : 

« Le Faune dansant de M. Lequesne est une bien bonne statue pleine de vérité, d'étude consciencieuse et de franche gaieté. Ce Faune, destiné à être coulé en bronze, danse sur une outre pleine avec un entrain qui fait plaisir à voir ; il est heureusement posé, puissamment musclé, et nous pourrions presque dire chaudement coloré ; autour de lui des pampres chargés de raisins jonchent le sol, tandis que d'une bouche riante et goguenarde, il souffle dans une trompe bachique pour accompagner lui-même sa folle danse. »

Du même plâtre, Théophile Gautier fait la critique suivante :

« Le Faune dansant de M. Lequesne, grand prix de Rome, est une fort bonne chose : cette figure en équilibre sur une outre glissante rappelle l'antique et cependant se rajeunit par une consciencieuse étude de la nature. Les jambes et les cuisses, dont les muscles sont mis en relief par la danse, le torse bien détaillé et finement modelé, offrent d'excellens morceaux anatomiques. La tête a bien l'air narquois et bestial consacré par la tradition. Cette statue, qui est plâtre maintenant, doit être fondue en bronze ; elle pourra qu'y gagner, car le plâtre, avec sa blancheur opaque, est toujours plus lourd d'aspect. »

## Histoire
Eugène-Louis Lequesne, pensionnaire de la Villa Médicis à Rome, profite de son séjour en Italie pour copier le Faune Barberini. Fort de son expérience, il s'inspire du Faune dansant antique, trouvé à Pompéi et qu'il a vu au musée archéologique de Naples pour sculpter son propre Faune. Il présente le plâtre du Faune dansant au Salon de 1850-51 et reçoit la première médaille de sculpture pour cette œuvre. C'est lors de celui de 1852 qu'il expose la version en bronze, fondue par Eck et Durand.
L'État l'acquiert et la sculpture est montrée à l'Exposition universelle de 1855, au cours de laquelle Lequesne reçoit le grand prix de sculpture et la Légion d'honneur. Elle est ensuite exposée au musée du Luxembourg, dit alors musée des artistes vivants et est finalement installée dans le jardin.
Le Faune dansant a fait l'objet de plusieurs éditions de réduction en bronze. Ces tirages destinés aux intérieurs bourgeois portent par pudeur une ceinture de lierre.

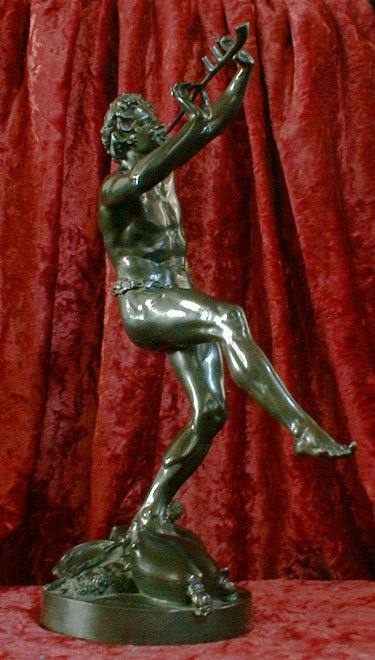
Faune dansant, bronze d'Eugène-Louis Lequesne.